# John Leland (antiquaire)
Pour les articles homonymes, voir John Leland.
John Leland (né le 13 septembre 1506 à Londres ; † 18 avril 1552) est un antiquaire anglais. Il est surnommé le « père de l'histoire locale anglaise ». Dans son Itinéraire, il introduit le Shire comme unité de base pour étudier l'histoire d'Angleterre - une idée qui s'est maintenue depuis.

## Jeunesse
John Leland est né à Londres le 13 septembre 1502 ou 1506. Il fait ses études sous William Lilye - premier recteur de l'École Saint-Paul - et grâce à un don généreux de Thomas Myles il poursuit ses études au Christ's College à Cambridge jusqu'en 1521. Il entame ensuite des études au All Souls College à Oxford en s'intéressant particulièrement à la langue grecque. Il voyage à Paris pour continuer son éducation sous François Dubois et fait la connaissance des érudits de son temps. Il y termine ses études en latin et en grec et apprend d'autres langues ultérieurement.

## Nomination royale
De retour an Angleterre, Leland devient le tuteur de Lord Thomas Howard, fils du 3e duc de Norfolk, puis de Francis Hastings qui devient plus tard comte de Huntingdon. Il reçoit l'ordination sacerdotale et il est nommé chapelain d'Henri VIII qui lui donne le pastorat de Peuplingues dans les marches de Calais. Il est également nommé garde de la bibliothèque royale avec le titre d'antiquaire royal (Royal Antiquary). Leland est d'ailleurs le seul personnage ayant jamais porté ce titre.
En 1533, Henri VIII lui donne pour mission de fouiller les bibliothèques des cathédrales, abbayes, prieurés et collèges anglais ainsi que tout autre endroit qui pouvait contenir des documents et objets relatifs à l'Antiquité.
« Avant Leland, les monuments littéraires antiques n'étaient guère étudiés, et les étudiants de l'Allemagne, au courant de cette indifférence, sont entrés dans nos bibliothèques sous peine d'être molestés, arrachaient des chapitres de livres antiques y déposés qu'ils jugeaient appropriés et les publiaient ultérieurement comme relique de littérature antique de leur propre pays. »
Pour ses recherches, Leland consacre plus de six années de 1540 à 1546 à voyager en Angleterre pour visiter les ruines d'édifices anciens et des monuments de toute sorte. Une fois le travail terminé, il présente ses résultats sous le titre de New Year's Gift à Henri VIII :
« I have so traviled yn your dominions booth by the se costes and the midle partes, sparing nother labor nor costes, by the space of these vi. yeres paste, that there is almoste nother cape, nor bay, haven, creke or peers, river or confluence of rivers, breches, watchies, lakes, meres, fenny waters, montagnes, valleis, mores, hethes, forestes, chases wooddes, cities, burges, castelles, principale manor placis, monasteries, and colleges, but I have seene them; and notid yn so doing a hole worlde of thinges very memorable. »
En 1906, la version imprimée de cet Itinéraire se compose de cinq volumes.
Lors de la dissolution des monastères, Leland demande au secrétaire d'État Thomas Cromwell de l'assistance pour récupérer les manuscrits qui s'y trouvaient et de les envoyer à la bibliothèque royale. En 1542, Henri VIII offre à Leland le pastorat prospère de Great Haseley dans l'Oxfordshire ; une année plus tard il est nommé chanoine au King's College (aujourd'hui Christ Church à Oxford) et à la même époque il reçoit une prébende à l'élise de Sarum. Leland s'est souvent absenté de ses terres et dispose de revenus importants pour se consacrer à ses loisirs. Il se retire avec ses collections dans sa maison dans la paroisse de Saint-Michel le Querne, Cheapside, Londres où il projette de continuer son Itinéraire avec une histoire divisée en « autant de livres qu'il existe de shires en Angleterre et de grandes dominions au Pays de Galles. »
Cependant, ce travail reste inachevé. Selon les témoignages de contemporains, il perd la raison en 1547[réf. nécessaire]. Il est certifié fou en mars 1550 et meurt le 18 avril 1552.

## Œuvre

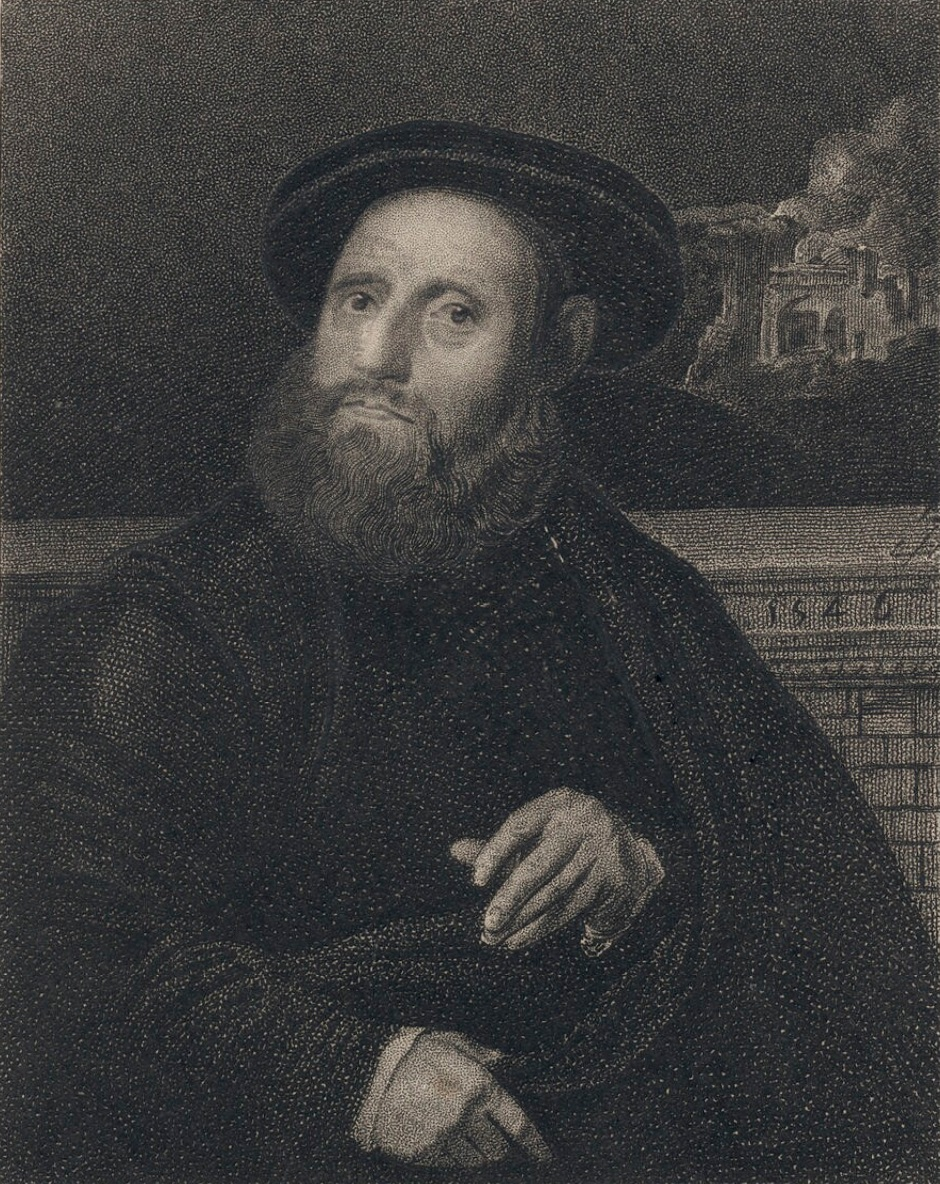
Portrait de John Leland gravé en 1823 par, prétendument d'après un original d'Holbein.

Les notes de Leland ont survécu jusqu'à nos jours et sont gardées à la Bodleian Library à Oxford. Elles sont une importante source primaire, non seulement pour l'histoire locale et la géographie de l'Angleterre mais également pour l'archéologie, l'histoire sociale et l'histoire économique.
Les écrits de Leland sont nombreux ; de son vivant il a publié beaucoup de poèmes en latin et en grec ainsi que des traité sur des sujets antiques. Ses manuscrits arrivent finalement à la Bodleian Library où elles ont servi de source importante pour les travaux de John Stow, William Lambarde, William Camden, Thomas Burton, William Dugdale, et beaucoup d'autres antiquaires et historiens. Polydore Virgile, connu pour ses plagiats, possède l'insolence d'abuser les mémoires de Leland en l'appelant « un homme glorieux et vaniteux. »
En 1709, ses collections sont publiés sous le titre Commentarii de Scriptoribus Brittanicis. En 1710, Thomas Hearne publie à Oxford The Itinerary of John Leland, Antiquary en neuf volumes, une seconde édition remaniée apparaît en 1745. Hearne publie en 1716, également à Oxford, Joannis Lelandi Antiquarii de Rebus Brittanicis Collectanea.